# 大津市立皇子山中学校
大津市立皇子山中学校（おおつしりつおうじやまちゅうがっこう）は、滋賀県大津市尾花川にある公立（市立）の中学校である。略して「皇中」と呼ばれることがある。

## 概要
1947年（昭和22年）に大津市立長等志賀中学校として創立され、同年4月21日に開校した。翌1949年（昭和24年）に大津市立第一中学校へ改称し、1949年（昭和24年）には現在の校名に改称している。校地面積は30,734 m2で、うち校舎部分の面積は7,595 m2、運動場面積は13,200 m2である。
創立当初の通学区域は長等・志賀の両小学校の通学区域だったが、現校名へ改称した際に藤尾小学校の、さらに後年には比叡平小学校の通学区域がそれぞれ通学区域に加わった一方、1977年（昭和52年）に唐崎中学校が開校した際、通学区域の一部が同校の通学区域に変更されている。通学区域の大半は低地だが、比叡平小学校区は比叡山中腹に、藤尾小学校区は京都府京都市側にそれぞれ位置する。学校所在地の標高は87 mである一方、通学区域の標高は最低で84 m、最高で385 mと幅広い。
校名となった「皇子山」の古名は「王子」で、この地名は壬申の乱（672年）で大海人皇子と戦った大友皇子に由来する地名であるとの説がある。また所在地である「尾花川」の地名は、町の南を流れている河川（現在は「熊野川」という名前）に由来する地名で、かつてこの地に生い茂っていたススキの古名「尾花」に由来するものであり、江戸時代には既にこの地名になっていたという。終戦直後には学校周辺に進駐軍が駐留し、彼らを相手に商売する街娼が増加して街の風紀が乱れ、生徒への悪影響が懸念されたことから、1950年（昭和25年）ごろから当時の日本では珍しかった純潔教育（性教育）の研究・実践に取り組み、道徳教育やスポーツ・体育活動にも重点を置いてきた（後述）。
第9代校長の加藤稔（後述の「教職員」節を参照）は1982年（昭和57年）3月時点で、当時社会問題となっていた非行は皇子山中学校ではほとんどなく、平穏な学校であると述べていたが、1988年（昭和63年）4月時点では校内暴力で校内がかなり荒れていた。このような状況の中、同月に第12代校長として赴任した西口英雄（後述）は、問題解決に向けての力を生徒に着けさせるため、生徒の自主的活動を育てる目的で生徒主導のボランティア活動（美化・奉仕活動）を行わせたり、それまで教諭主導型が中心だった修学旅行でも自主的な活動を取り入れるため「自由行動日」を設け、生徒たちに行動プランを自発的に考えさせるなどの取り組みを行っていたことが、1990年（平成2年）に『中日新聞』で報じられていた。
2013年度（平成25年度）には「学びの共同体」学習法（机をコの字形に並べたり男女4人1組のグループで学習したりすることで、低い学力の生徒の疑問をグループ内で解消できるようにする取り組み）を導入し、授業の内容を理解しやすくすること取り組みを行った結果、2015年3月時点では生徒が騒いで授業の開始を妨害するようなことがなくなり、また3年生の各クラスに複数いた授業を抜け出す生徒もほとんどいなくなったという。2014年度（平成26年度）にはPTAが「優良PTA文部科学大臣表彰」を受けた。2015年度（平成27年度）から市立日吉中学校とともに、市内の中学校では初めて、地域住民や保護者らが学校運営に参加するコミュニティ・スクール (CS) 制度が開始された。同制度は、2011年に校内で発生したいじめ自殺事件（詳細は後述）を契機に大津市が「閉鎖的な学校現場に外の空気を入れるべきだ」との理由から導入したものである。

### 生徒数の変遷
創立当初の生徒数は234人だった。現校名に改称した当初の生徒数は1,129人、学級数は21でその後も増加が続いたが、1977年に唐崎中学校が分離新設されると生徒数987人、学級数26に減少した。しかし1982年度（昭和57年度）時点では生徒数1,027人、学級数28と再び増加していた。
生徒数の変遷は以下の通りで、2012年度（平成24年度）時点では大津市立瀬田北中学校、守山市立守山南中学校、栗東市立栗東西中学校（いずれも生徒数900人超）に次ぐ滋賀県内4番目の大規模校だった。2016年（平成28年）時点では今後、学区内の小学校も含めて児童・生徒数は減少し続けていくことが予想されている。
| 1947年（昭和22年）       | 234人   |  |
| 1949年（昭和24年）       | 1,129人 |  |
| 1977年（昭和52年）       | 987人   |  |
| 1980年度（昭和55年度）   | 941人   |  |
| 1982年度（昭和57年度）   | 1027人  |  |
| 1997年度（平成9年度）    | 856人   |  |
| 2000年度（平成12年度）   | 730人   |  |
| 2004年度（平成16年度）   | 598人   |  |
| 2010年度（平成22年度）   | 802人   |  |
| 2012年度（平成24年度）   | 880人   |  |
| 2013年度（平成25年度）   | 862人   |  |
| 2015年度（平成27年度）   | 796人   |  |
| 2016年（平成28年）5月1日 | 782人   |  |
| 2023年度（令和5年度）    | 765人   |  |

### 純潔教育への取り組み
通学区域は戦前、純農村地帯と大津市の中心街である商店街を有する地域だったが、大津にはかつて連隊区があった。また戦時中には、市内に大津・滋賀の両海軍航空隊、陸軍少年飛行兵学校などといった多くの軍事施設が置かれ、大津は軍事都市となっていた。終戦後にはそれらの施設のほとんど（40万坪）が占領軍（進駐軍）に接収されたが、その対象となった地区は皇子山周辺を中心とした南北に広がる地区で、琵琶湖ホテルや、現在は皇子山総合運動公園（陸上競技場および野球場を含む）、皇子が丘公園になっている区画などが進駐軍によって占有された。市内にはキャンプA（尾花川町・別所町・山上町・園城寺町）、キャンプB（際川町、下阪本町）といった第1騎兵師団第七連隊の基地が置かれ、兵士1,000人が駐留、このような占有状態は1957年（昭和32年）まで続いた。
また進駐軍が駐留して以降は大津市西北部の山上・別所・漣町などに多数の街娼が住み着くようになり、米軍の進駐に伴って大津市に住み着いた特殊婦人（街娼）の人口は、一時は山上・錦織・南滋賀を中心に1,000人余に上った。1950年（昭和25年）に朝鮮戦争が開戦し、日本が米軍の前線基地としての役割を有するようになって以降は特にその傾向が顕著になり、大津市内に住み着いていた街娼（総勢300 - 400人）の大半が長等・志賀学区の農家に下宿していた。彼女らは昼夜を問わず派手な格好で米兵と連れ立って歩き、皇子山中学校の校内にも米兵と街娼が2人連れで入ってきて生徒の注意がそちらに惹きつけられる、ということもあったという。これらの街娼は華美な服装、粗暴な言動、ふしだらな態度に加え、それまで日本ではタブーとされていた性行動を人前でも平然と取っていたことから、ほとんど性に関する予備知識のない青少年に強烈な刺激を与え、性的早熟をもたらすとともに種々の悪影響を与えることが懸念された。学校が1952年（昭和27年）に学区の1つである山上町で環境調査を行ったところ、大半の生徒たちは街娼に対し批判的だったが、1割は黙認しているという結果が出ており、同時に街娼に対する関心・好奇心の強さ、および生徒たちに性的興味を沸き立たせる機会の多さが懸念された。中には女子生徒の家が街娼の寄宿先となっている場合もあり、その家庭の女子生徒は全般的に見て服装が華美であることが指摘されていた。
それから数年後、山上町から性犯罪のグループが出たことから、街娼たちがもたらしたその悪影響との関連が指摘されている。このような悪影響は皇子山中学校やその学区のみならず、大津市民たちの間にも反軍・反基地感情を浸透させていき、米軍撤退後に自衛隊が米軍の元駐屯地に駐屯しようとした際も大津市がこれに反発、自衛隊は基地の一部に暫定的に駐屯するにとどまった。
進駐軍の撤退後も学校のすぐ近くに競艇場や競輪場が設置されるなど、教育に悪影響をおよぼす環境が形成されていた一方、周辺地域には住宅が急増していた。このような事情から皇子山中学校は純潔教育に力を入れるようになり、1960年（昭和35年）ごろから少なくとも1968年（昭和43年）ごろまでの間、毎年純潔教育をテーマとしたカラースライドを制作し、PTAなどで活用していた。1964年（昭和39年）11月3日には純潔教育研究により、大津市から表彰を受けている。

### いじめ自殺事件と再発防止の取り組み
2009年度（平成21年度）から翌2010年度（平成22年度）にかけて文部科学省の「道徳教育実践研究事業」指定校となり、2010年11月9日には全校道徳公開授業・道徳講演会を実施していた。また同事業指定校となったことを受け、「いじめのない学校づくり」を宣言した上で、学校で月1回「善行迷惑調査」という生徒を対象にしたアンケートを行い、いじめの端緒を掴むことを計画していたが、実際には多忙を理由に1学期に1回ほどしか行われていなかった。
2011年（平成23年）10月11日、皇子山中学校に在学していた2年生の男子生徒が同級生からのいじめを苦にして自殺する事件が発生、翌2012年（平成24年）には学校が滋賀県警察から強制捜査を受ける異例の事態に発展した。同事件は2013年（平成25年）2月の「大津市子どものいじめの防止に関する条例」制定、同年6月の「いじめ防止対策推進法」公布の契機となった。また当時校長（第21代）を務めていた藤本一夫は、同事件への対応が不十分だったとして滋賀県教育委員会から懲戒処分を受け、2013年2月27日付で依願退職している（後述）。
2014年（平成26年）3月に策定された「大津市いじめの防止に関する行動計画」の基本方針を受け、皇子山中学校は同年4月に「いじめ防止基本方針」を作成しており、「本校の子どもが安心して生活し、学ぶことができる」環境づくりに取り組む旨を表明している。校内では毎年、被害生徒の命日である10月11日に「命を思う集い」を開催している。また被害生徒の月命日である毎月11日を「命を思う日」と設定し、朝の時間帯に人権放送を行ったり、生徒会が中心となったいじめ撲滅運動（後述）を行ったりしている。いじめ防止対策推進法で各学校ごとに策定が義務付けられている「いじめ防止基本方針」では、いじめの未然防止策として「個別に支援が必要な子どもの状態を記録し、指導計画を策定。特性のある子どもが理解されずに、いじめ事案につながることを防ぐ」などと記載されている。

## 沿革
- 1947年（昭和22年）
  - 4月1日 - 大津市立長等志賀中学校として創立される[7]。戦後の学校制度改革に伴う設置であるが、当時は校舎がなかったため、長等小学校や志賀小学校のそれぞれ一部を借用し[4]、両校内に本校・分校を設置する形で開設された[45]。当時は専用の机も椅子もなかったため、少年飛行兵学校から机を購入したほか、老朽化した大机を4人で共有して授業を行っており、紙やチョークなども小学校から借りていた[15]。
  - 4月21日 - 開校式を行う[46]。
  - 6月1日 - 大津市立第一中学校と改称する[7]。
- 1948年（昭和23年）
  - 4月1日 - 校章を制定[7]。
  - 4月13日[4] - 旧志賀高等学校（現：滋賀県立大津商業高等学校）の校舎を借り入れる形で現在地へ移転[45]。
- 1949年（昭和24年）4月1日 - 大津市立皇子山中学校と改称、藤尾小学校区を編入[注 1][7]。当時の生徒数は1,129人、学級数は21[4]。
- 1950年（昭和25年） - 旧志賀高校の校舎を買収し、皇子山中学校の校舎として転用する[45]。しかしこの時点でも教室不足は解消できておらず、旧道場を教室に、旧自転車置き場を工作教室に利用するなどしていた[47]。
- 1954年（昭和29年）5月26日 - 打出中学校の校舎がほぼ全焼する火災が発生[48]。これを受け、皇子山中学校は同校の2年生全員を一時的に受け入れることとなり[48]、4教室の増築と体育館の利用によってこの事態に対処していたが、1955年（昭和30年）1月、打出中学校の生徒たちは滋賀大学の校舎に移った[49]。
- 1956年（昭和31年）7月15日 - プール（25 m×6コース）を新設[7]。滋賀県内の学校では最も早くプールが設置された[9]。
- 1964年（昭和39年）7月20日 - 東校舎（特別教室）を竣工する[注 4][7]。東校舎は鉄筋コンクリート3階建て[4]。
- 1969年（昭和44年）5月14日 - 中校舎（普通教室）の第1期工事が竣工する[7]。
- 1970年（昭和45年）
  - 8月3日 - 体育館が竣工する[7]。
  - 8月15日 - 中校舎（普通教室）の第2期工事が竣工する[7]。
- 1973年（昭和48年）7月20日 - 本館（管理棟）が竣工する[7]。
- 1974年（昭和49年）2月12日 - 創立30周年を記念し、2代目となる現行の新校歌を制定[7]。作詞：鴫原淳子、監修：香川進、作曲：平井康三郎[7]。同年まで歌われていた初代校歌は作詞：浅田省吾、作曲：渡辺八洲生[7]。
- 1977年（昭和52年）4月 - 生徒数が著しく増加して校舎の容量が限界に達したことから、唐崎中学校が分離新設される[4]。
- 1979年（昭和59年）4月1日 - 比叡平小学校開校に伴い、比叡平学区を編入[7]。
- 1985年（昭和60年）
  - 3月22日 - 南校舎（普通教室）が竣工する[7]。
  - 10月28日 - 技術棟（木工・金工）が竣工する[7]。
- 1988年（昭和63年）
  - 3月31日 - プールの改修工事が完成する[7]。
- 1993年（平成5年）4月1日 - 武道館が竣工する[7]。
- 2008年（平成20年）1月29日 - 体育館耐震工事が完了[7]。
- 2010年（平成22年）4月22日 - 管理棟・中校舎・東校舎で耐震工事を開始[7]。
- 2011年（平成23年）10月11日 - 2年生の男子生徒がいじめを苦にして自殺する事件が発生[35]。
- 2014年（平成26年）3月8日 - 同日から大規模改修工事が開始され、2015年（平成27年）2月12日までに第4期の改修工事が着工される[7]。

## 教育方針
学校スローガンは、1998年（平成10年）に生徒会が掲げた「やっぱり皇中が好き♡」である。
1997年（平成9年）9月から、制服通学を義務付けていた校則の見直しに着手し、生徒会・保護者・教員による「三者検討会」での検討を経て、1998年（平成10年）1月からは「高価な服は避ける」「服を理由にいじめない」「下校時に寄り道をしない」などの条件で私服登校を試験的にスタートした。これは県内の中学校としては初の取り組みであり、翌1999年（平成11年）1月以降は「標準学生服または中学校生活に適した服装を各自の判断で着用する」とした「服装新規定」が実施されていたが、後に服装の乱れが目立ってきたことなどから、「学校生活と私生活の切り替えを図るための服装を考える必要がある」という意見が出るようになったことから、2013年度（平成25年度）に教職員による「服装プロジェクトチーム」が設立され、新制服制定の検討がなされるようになった。2016年（平成28年）4月8日に新制服が導入され、2023年（令和5年）時点で適用されている現行校則では、服装の一番外側に学校指定の制服を着用することが義務付けられている。
2013年時点で、夏休み期間中に生徒が学区内の行事など（幼稚園・保育所での絵本の貸し出し、プール遊びの補助、夏祭りでの屋台の接客など）を手伝う「サマーボランティア」が10年以上続いていることが報じられている。また同年時点で、地域の文化財を調べる校外学習「大津探訪」が毎年行われていたが、同年からは福祉の視点で自分が住む街や普段利用する施設の現状を知り、身体が不自由な人々への配慮を調べることで、誰もが暮らしやすい街について考える力を身に着けさせることを狙う「バリアフリー調査」も開始された。

## 主な施設
- 本校舎（管理棟）
- 東校舎
- 技術棟
- 南校舎
- 体育館
- 中校舎
- 運動場
- プール
- 中庭
- 武道場
- テニスコート（4面）

## 生徒会活動・部活動など
部活動に関する記述（部活動名など）は特記なき限り、皇子山中学校公式ウェブサイトが出典である。

### 生徒会本部
生徒会執行部の担当生徒と代議員が中心となり、2014年（平成26年）以降、毎年2月最終水曜日にいじめ反対の意を込めた活動「ピンクシャツデー」運動を校内で行っている。またいじめ防止対策の一つとして、生徒から無記名で募集した悩みに対し、生徒が寄せたアドバイスを生徒会が紹介するという試みを行っている。この「アドバイスカード」という取り組みは、先述のいじめ自殺事件後に生徒会が中心になって始めたいじめ撲滅運動の一環である。
インターネット上のいじめ防止を含む情報モラル教育の一環として、生徒会・学級会の活動でSNSの適切な利用について考える機会も設けている。

### 運動部
- 野球部（男子）
- ソフトボール部（女子）
- サッカー部（男子）
- ソフトテニス部（男女）
- 卓球部（男女）
- 陸上部（男女）
- バドミントン部　(男女)
- 水泳部（男女）
- バレーボール部（男女）
  - 男子バレーボール部は平成24年度（2012年度）全国中学校体育大会の1つとして開催された第42回全日本中学校バレーボール選手権大会男子の部で優勝を果たした[59][60]。
- バスケットボール部（男女）
- 剣道部（男女）
- 柔道部（男女）

### 文化部
- 吹奏楽部（男女）
- 科学部（男女）
- 美術部（男女）

## 通学区域
2023年8月15日時点では、通学区域および進学前小学校は以下の通りである。2024年度（令和6年度）入学者の場合は日吉・唐崎・打出の各中学校区に在住する児童でも、中学校入学時に「学校選択制」を利用して皇子山中学校に新入学することができる。逆に皇子山中学校区に在住する児童が中学校に進学する場合でも、日吉・唐崎・打出の各中学校を選択して新入学することができる。
2016年度（平成28年度）時点では全校生徒のうち約78％が徒歩通学である一方、公共交通機関で通学している生徒の割合が約22％に上る。これは比叡平・藤尾の両小学校区が地理的に独立しており、通学のために公共交通機関の利用が必要となっているためで、藤尾小学校区の生徒は京阪電車で、比叡平小学校区の生徒は路線バスでそれぞれ通学している。特に比叡平小学校の山中学区は皇子山中学校までの通学路が標高差・距離ともに大きく、徒歩通学が困難な状態である。大津市議会議員の谷ゆうじによれば2022年12月時点で、山中比叡平学区の生徒43人が京阪バスの運行する「大津比叡平線」を利用して通学している。
- 大津市立志賀小学校区の一部 - 同校区は皇子山中学校区と唐崎中学校区に分かれているが、学校選択制を利用するなどして唐崎中学校ではなく皇子山中学校に通学する生徒が多い[64]。
  - 柳川一丁目、二丁目
  - 鏡が浜
  - 二本松
  - 柳が崎
  - 松山町（1番、2番を除く）[注 6]
  - 錦織町
  - 滋賀里町甲、乙
  - 千石台
  - 錦織一丁目、二丁目、三丁目
  - 南滋賀町
  - 桜野町一丁目、二丁目
  - 皇子が丘一丁目
- 大津市立比叡平小学校区の全域
  - 比叡平一丁目、二丁目、三丁目
  - 山中町[注 7]
- 大津市立長等小学校区の全域
  - 大門通
  - 園城寺町
  - 山上町
  - 観音寺
  - 尾花川
  - 茶が崎
  - 御陵町
  - 小関町
  - 三井寺町
  - 神出開町
  - 浜大津二丁目（一部を除く）[注 8]
  - 浜大津三丁目
  - 浜大津四丁目（1番を除く）[注 9]
  - 長等一丁目、二丁目、三丁目
  - 皇子が丘二丁目、三丁目
- 大津市立藤尾小学校区の全域[注 1]
  - 大谷町
  - 追分町
  - 茶戸町
  - 稲葉台
  - 藤尾奥町
  - 横木一丁目、二丁目
- 大津市立中央小学校区の一部
  - 浜大津四丁目1番[注 9]

## 学区内の主な施設
比叡山や比良山が西方に望める。また琵琶湖畔までは徒歩数分の場所に位置し、冬には野鳥や渡り鳥が観察できる。
- 大津京駅 - 西日本旅客鉄道（JR西日本）湖西線
- 京阪大津京駅、大津市役所前駅 - 京阪石山坂本線
- 大津市役所
- 長等山前陵 - 弘文天皇（大友皇子）の陵[8]。
- 皇子山古墳群
- 皇子山総合運動公園
  - 皇子山球場
  - 皇子山陸上競技場
- イオンスタイル大津京
- びわこ競艇場
- 皇子が丘公園
- 柳が崎湖畔公園
- 長等神社
- ブランチ大津京（旧：大津びわこ競輪場）
- 円満院[9]
- 園城寺（三井寺）

## 交通
JRの大津京駅より徒歩約7分、もしくは京阪大津京駅より徒歩約5分。

## 関係者

### 卒業生
- 江川慶城 - プロサッカー選手[66]
- 髙橋結人 - バレーボール選手[59][67][68]
- 高橋祐治 - プロサッカー選手[69]
- 鳰の湖真二 - 大相撲力士（山響部屋）[70][71][72]
- 的場順三 - 大蔵・国土官僚[73]
- 三木二郎 - 競泳選手、コーチ[74][75][76][77]
- 宮川大輔 - お笑いタレント[78]

### 教職員
歴代校長の世代数・氏名・在任期間に関する記述は特記なき限り、皇子山中学校公式ウェブサイト掲載の年表が出典である。
- 初代校長：福田理庸（1947年4月1日 - 1948年3月31日）
- 第2代校長：田中岩四郎（1948年4月1日 - 1949年3月31日）
- 第3代校長：中川安次郎（1949年4月1日 - 1956年3月31日）
- 第4代校長：馬場甚一（1956年4月1日 - 1966年3月31日）
- 第5代校長：本田喜一（1966年4月1日 - 1971年3月31日）
- 第6代校長：石川哲三（1971年4月1日 - 1974年3月31日）
- 第7代校長：山本幸男（1974年4月1日 - 1977年3月31日） - 2001年11月28日没、従六位勲五等瑞宝章[79]。
- 第8代校長：小野安正（1977年4月1日 - 1980年3月31日）
- 第9代校長：加藤稔（1980年4月1日 - 1983年3月31日）
- 第10代校長：片岡徳夫（1983年4月1日 - 1986年3月31日） - 2003年5月5日没、従五位勲五等瑞宝章[80]。
- 第11代校長：平野多久治（1986年4月1日 - 1988年3月31日）
- 第12代校長：西口英雄（1988年4月1日 - 1991年3月31日） - 在任中に生徒主導のボランティア活動を行わせたり、修学旅行で「自由行動日」を設けて生徒たちに行動プランを考えさせたりするなどの取り組みを行っていた[10]。退任後の2018年11月1日、瑞宝双光章を受勲[81]。
- 第13代校長：柴原公夫（1991年4月1日 - 1994年3月31日） - 退任後の2021年5月1日、瑞宝双光章を受勲[82]。2025年3月7日に91歳で死去、同年4月4日付で正七位叙位[83]。
- 第14代校長：馬場磯和（1994年4月1日 - 1995年3月31日）
- 第15代校長：大辻芳彦（1995年4月1日 - 1998年3月31日） - 任期中の1998年2月時点で滋賀県中学校長会長も務めていた[84]。
- 第16代校長：安藤洋（1998年4月1日 - 2001年3月31日） - 任期中の2000年11月時点で滋賀県中学校長会長も務めていた[85]。社会の実践研究を進め、学校経営・環境教育・進路指導・部活動など広範囲にわたった尽力が評価され、同月には文部大臣表彰を受けている[85]。退任後の2004年12月26日付で大津市教育長に就任[86]、2008年12月24日付で任期満了により退任[87]。
- 第17代校長：岡本紘忠（2001年4月1日 - 2004年3月31日） - 理科の授業を通じて環境保全・保護の指導に尽力した功績を認められ、文部科学大臣による2003年度教育者表彰を受けている[88]。
- 第18代校長：片岡伸道（2004年4月1日 - 2006年3月31日）
- 第19代校長：澤村憲次（2006年4月1日 - 2008年3月31日） - 退任後の2008年12月25日付で、先述の安藤に代わり大津市教育長に就任[87]。同職在任中の2011年10月に発生したいじめ自殺事件で、市教育委員会が「いじめと死亡との因果関係は判断できない」として調査を打ち切った際、記者会見に出席しなかったことから、市議会から追及を受けた[89]。大津市長の目片信が2012年の市長選で落選したことを受け、同年1月24日付で教育長職を辞任したが、その後も補欠として再び任命されており、同年2月20日付で新市長の越直美から「（いじめ自殺事件で）混乱した現場を収めるために、実績や人格など経験が非常に役に立つ」として改めて任命され、市議会の同意（全会一致）により再任された[89]。同年12月24日付で任期満了により、教育長を退任[90]。
- 第20代校長：片山義教（2008年4月1日 - 2011年3月31日）
- 第21代校長：藤本一夫（2011年4月1日 - 2013年2月27日） - 在任中に発生したいじめ自殺事件を受け、いじめへの対応が不十分だったとして滋賀県教育委員会から2013年2月27日付で減給10分の1（1か月）の懲戒処分に処され、同日付で依願退職[36]。
- 第22代校長：河口眞佐男（2013年3月4日 - 2015年3月31日） - 先代である藤本の依願退職に伴う後任として、2013年3月4日付で就任[91]。後任である奥村の就任に伴い退任、および退職[92]。
- 第23代校長：奥村公英（2015年4月1日[92][93] - 2016年3月31日） - 退任後の2016年4月1日付で、滋賀県教育委員会幼小中教育課参事兼生徒指導・いじめ対策支援室長に就任[94]。
- 第24代校長：島崎輝久（2016年4月1日 - 2020年3月31日） - 2020年3月末に定年退職[95]。同年4月1日付で大津市教育長に就任[96]。
- 第25代校長：脇淳子[96][97]（2020年4月1日 - 2023年3月31日）
- 第26代校長：山田知里雄（2023年4月1日 - 現職）[98]